# Nicolás Mascardi

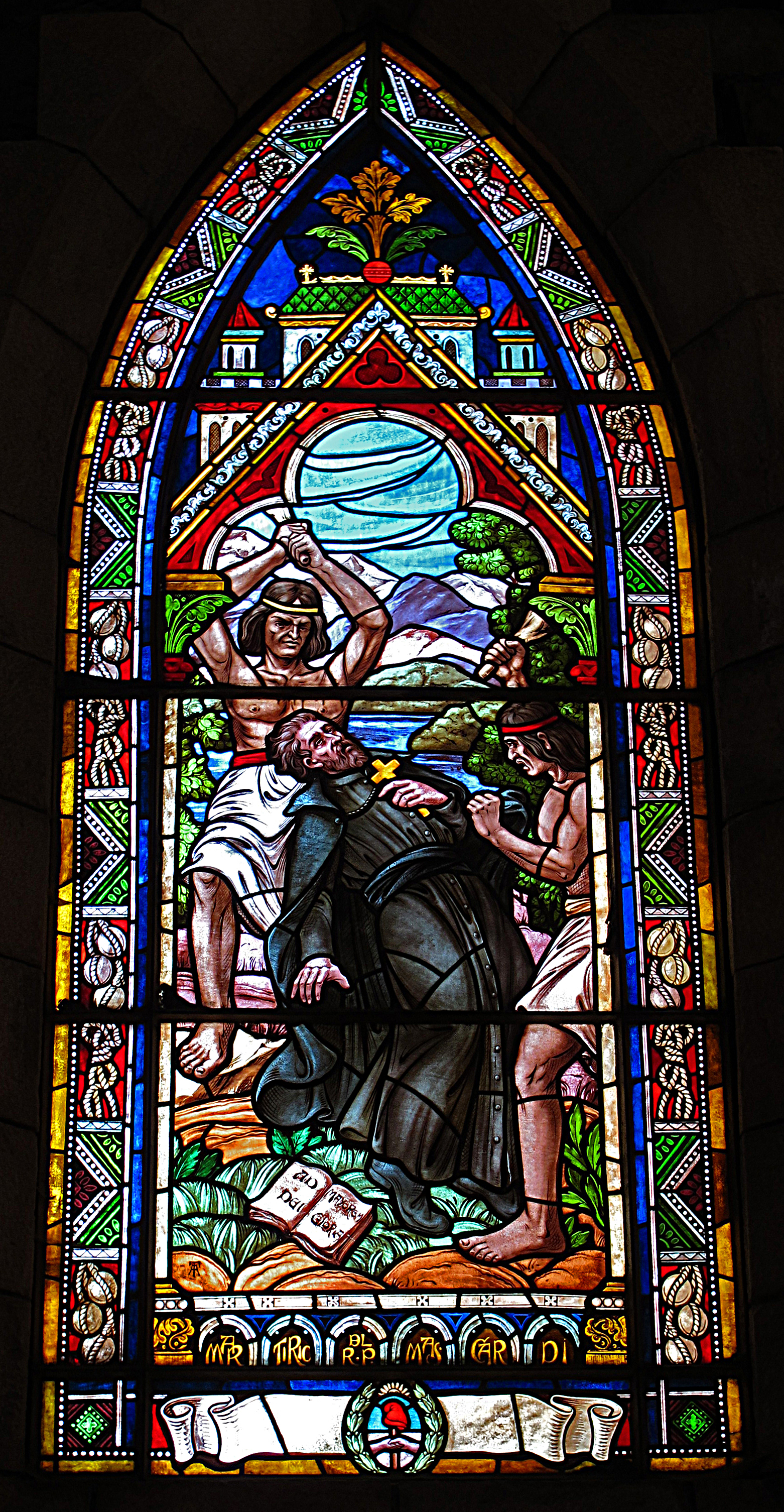
Gran vitral policromado representando el martirio del padre Nicolás Mascardi en la Catedral de San Carlos de Bariloche.

Nicolò Mascardi, o en español Nicolás Mascardi (Sarzana, 1624 - Patagonia oriental, 1673) fue un sacerdote jesuita, misionero en América del Sur, en el siglo XVII. Fundó la misión del Nahuel Huapi, en el actual territorio argentino, y murió asesinado por los aborígenes.
De origen noble, ingresó a la Compañía de Jesús y, entusiasmado por las noticias de la misión del padre Diego de Rosales en el sur de Chile, pidió y logró ser asignado a las misiones de esa gobernación.

## Vida
Nacido en la pequeña ciudad italiana ligur de Sarzana  donde fue bautizado en el año 1624, luego se trasladó a Roma.

Llegó en 1651 a Chile, donde terminó sus estudios de teología, justamente en los mismos años en que se produjo la violenta sublevación general de los mapuches del sur del país, indignados por las violencias de los españoles, y en que el padre Rosales hizo prodigios para salvar la pequeña ciudad de Boroa. Se dice que imploró de rodillas la revisión de la decisión superior de asignarlo a la educación, y logró ser nombrado misionero. Era, además, un avezado matemático y astrónomo, habiendo estudiado en Roma con Atanasio Kircher.
Su primera misión fue en Buena Esperanza, cerca de Chillán, donde se destacó por la caridad en ocasión de una nueva sublevación indígena y de una peste que asolaba la ciudad de Chillán, donde se había refugiado. En 1667 volvió a destacarse en la asistencia a las víctimas de un terremoto en Concepción. Más tarde fue nombrado superior del Colegio de Chiloé, en Castro.
Estando en Chiloé, fue enviado allí un grupo de caciques prisioneros, capturados en la zona del lago Nahuel Huapi, de origen “poya”, es decir, tehuelches del noroeste. Mascardi discutió con el gobernador de Chiloé casi cuatro años, hasta lograr la libertad de los prisioneros, y se ofreció a acompañarlos de nuevo a sus hogares, cosa que cumplió en fecha imprecisa.
A fines de 1669, relevado ya de la rectoría del Colegio de Chiloé, inició el cruce de la Cordillera de los Andes, tanto para misionar entre los indígenas, como para buscar la mítica Ciudad de los Césares. Recibido por los indígenas que había liberado, éstos le ayudaron a cruzar el gran lago en balsas y canoas, y a establecerse en el borde oriental del bosque. Allí, a orillas del Nahuel Huapi, al sudeste de la Península Huemul, levantó la misión de Nuestra Señora del Nahuel Huapi: algunas pequeñas casas y una capilla.
Durante cuatro años misionó entre los indígenas de la zona, que no eran solamente poyas, sino también pehuenches y puelches. En esa época, no se había iniciado aún el proceso de araucanización de estos pueblos.
Durante esos años emprendió tres exploraciones hacia el sur y el este, en busca de la Ciudad de los Césares. No hay demasiados datos sobre las regiones que habría visitado. Los autores más optimistas lo dan por llegado hasta el río Santa Cruz o hasta San Julián, pasando por el Lago Musters. Otros autores, más moderados, suponen que habría explorado solamente ciertos lugares del noroeste de la provincia del Chubut. En todas estas exploraciones contó con guías nativos. Pero, una vez que intentó regresar brevemente a Chile, los guías se negaron a conducirlo hasta ese destino, para no verse privados de su presencia.
Realizó la última de sus exploraciones en 1673, llegando hasta las cercanías de un lago que no ha podido ser identificado. En ese lugar, tal vez en el mes de septiembre, fue atacado por una parcialidad tehuelche rival de los poyas, y muerto a golpes de boleadora y flechas. Los guías que lo acompañaban alcanzaron a enterrarlo y a huir. Regresaron dos años más tarde, guiando a exploradores españoles que rescataron su cadáver y algunos ornamentos religiosos.
La misión fue abandonada hasta 1703, en que fue restablecida por el padre Felipe Laguna. En el ínterin, el padre José de Zúñiga estableció una misión en el lago Rucachoroi, pero fue obligado a abandonarla por las autoridades militares de Chile.
El lago Mascardi honra la memoria de este misionero jesuita, primer habitante blanco de la región de los Lagos del Sur argentino, muy cerca de la ciudad de San Carlos de Bariloche.